# Gouvernement Blair III
Royaume-Uni
Blair II Brown
Le gouvernement Blair (3) (en anglais : Third Blair ministry) est le quatre-vingt douzième gouvernement du Royaume-Uni, entre le 6 mai 2005 et le 27 juin 2007, durant la cinquante-quatrième législature de la Chambre des communes.

## Coalition et historique
Dirigé par le Premier ministre travailliste sortant Tony Blair, ce gouvernement est constitué et soutenu uniquement par le Parti travailliste (Lab). Seul, il dispose de 356 députés sur 646, soit 55,1 % des sièges de la Chambre des communes.
Il est formé à la suite des élections législatives anticipées du 5 mai 2005.
Il succède donc au gouvernement Blair II, constitué et soutenu par le seul Parti travailliste.
Au cours du scrutin parlementaire, le Labour essuie un revers en perdant 57 sièges de députés, mais parvient à maintenir une assez nette majorité absolue aux Communes. En conséquence, la reine demande à Blair de constituer un troisième exécutif. Contrairement à sa précédente équipe, il ne réalise aucune création ou modification dans les départements ministériels.
Le 5 mai 2006, il orchestre son plus important remaniement ministériel depuis son arrivée au pouvoir, neuf ans plus tôt. À cette occasion, Margaret Beckett devient la première femme à occuper le poste de secrétaire d'État des Affaires étrangères et du Commonwealth.
Respectant l'accord passé en 1994 avec Gordon Brown, Tony Blair remet sa démission à la souveraine le 27 juin 2007. Élisabeth II appelle alors Brown à prendre sa suite. Ce dernier s'exécute et forme dans la foulée son gouvernement.

## Composition

### Initiale (6 mai 2005)
- Les nouveaux ministres sont indiqués en gras, ceux ayant changé d'attributions en italique.

| Fonction                                                                              | Titulaire | Titulaire                                        | Parti        |
| ------------------------------------------------------------------------------------- | --------- | ------------------------------------------------ | ------------ |
| Premier ministre Premier lord du Trésor Ministre de la Fonction publique              |           | Tony Blair                                       | Travailliste |
| Vice-Premier ministre Premier secrétaire d'État                                       |           | John Prescott                                    | Travailliste |
| Chancelier de l'Échiquier                                                             |           | Gordon Brown                                     | Travailliste |
| Lord chancelier Secrétaire d'État aux Affaires constitutionnelles                     |           | Charles Falconer                                 | Travailliste |
| Lord du sceau privé Leader de la Chambre des communes                                 |           | Geoff Hoon                                       | Travailliste |
| Lord président du Conseil Leader de la Chambre des lords                              |           | Valerie Amos                                     | Travailliste |
| Secrétaire en chef du Trésor                                                          |           | Des Browne                                       | Travailliste |
| Chancelier du duché de Lancastre                                                      |           | John Hutton (jusqu'au 02/11/2005)                | Travailliste |
| Secrétaire d'État aux Affaires étrangères et du Commonwealth                          |           | Jack Straw                                       | Travailliste |
| Secrétaire d'État à l'Intérieur                                                       |           | Charles Clarke                                   | Travailliste |
| Secrétaire d'État à l'Environnement, à l'Alimentation et aux Affaires rurales         |           | Margaret Beckett                                 | Travailliste |
| Secrétaire d'État aux Transports Secrétaire d'État pour l'Écosse                      |           | Alistair Darling                                 | Travailliste |
| Secrétaire d'État à la Santé                                                          |           | Patricia Hewitt                                  | Travailliste |
| Secrétaire d'État à la Défense                                                        |           | John Reid                                        | Travailliste |
| Secrétaire d'État au Travail et aux Retraites                                         |           | David Blunkett (jusqu'au 02/11/2005) John Hutton | Travailliste |
| Secrétaire d'État à l'Éducation et aux Compétences                                    |           | Ruth Kelly                                       | Travailliste |
| Secrétaire d'État au Commerce et à l'Industrie                                        |           | Alan Johnson                                     | Travailliste |
| Secrétaire d'État à la Culture, aux Médias et aux Sports Ministre des Jeux olympiques |           | Tessa Jowell                                     | Travailliste |
| Secrétaire d'État au Développement international                                      |           | Hilary Benn                                      | Travailliste |
| Secrétaire d'État pour l'Irlande du Nord Secrétaire d'État pour le Pays de Galles     |           | Peter Hain                                       | Travailliste |
| Ministre sans portefeuille                                                            |           | Ian McCartney                                    | Travailliste |

### Remaniement du5 mai 2006
- Les nouveaux ministres sont indiqués en gras, ceux ayant changé d'attributions en italique.

| Fonction                                                                                           | Titulaire | Titulaire         | Parti        |
| -------------------------------------------------------------------------------------------------- | --------- | ----------------- | ------------ |
| Premier ministre Premier lord du Trésor Ministre de la Fonction publique                           |           | Tony Blair        | Travailliste |
| Vice-Premier ministre Premier secrétaire d'État                                                    |           | John Prescott     | Travailliste |
| Chancelier de l'Échiquier                                                                          |           | Gordon Brown      | Travailliste |
| Lord chancelier Secrétaire d'État aux Affaires constitutionnelles                                  |           | Charles Falconer  | Travailliste |
| Lord du sceau privé Leader de la Chambre des communes                                              |           | Jack Straw        | Travailliste |
| Lord président du Conseil Leader de la Chambre des lords                                           |           | Valerie Amos      | Travailliste |
| Secrétaire en chef du Trésor                                                                       |           | Stephen Timms     | Travailliste |
| Ministre du bureau du cabinet Chancelier du duché de Lancastre                                     |           | Hilary Armstrong  | Travailliste |
| Chief Whip à la Chambre des communes Secrétaire parlementaire du Trésor                            |           | Jacqui Smith      | Travailliste |
| Secrétaire d'État aux Affaires étrangères et du Commonwealth                                       |           | Margaret Beckett  | Travailliste |
| Secrétaire d'État à l'Intérieur                                                                    |           | John Reid         | Travailliste |
| Secrétaire d'État à l'Environnement, à l'Alimentation et aux Affaires rurales                      |           | David Miliband    | Travailliste |
| Secrétaire d'État aux Transports Secrétaire d'État pour l'Écosse                                   |           | Douglas Alexander | Travailliste |
| Secrétaire d'État aux Communautés et aux Collectivités locales Ministre des Femmes et des Égalités |           | Ruth Kelly        | Travailliste |
| Secrétaire d'État à la Santé                                                                       |           | Patricia Hewitt   | Travailliste |
| Secrétaire d'État à la Défense                                                                     |           | Des Browne        | Travailliste |
| Secrétaire d'État au Travail et aux Retraites                                                      |           | John Hutton       | Travailliste |
| Secrétaire d'État à l'Éducation et aux Compétences                                                 |           | Alan Johnson      | Travailliste |
| Secrétaire d'État au Commerce et à l'Industrie                                                     |           | Alistair Darling  | Travailliste |
| Secrétaire d'État à la Culture, aux Médias et aux Sports Ministre des Jeux olympiques              |           | Tessa Jowell      | Travailliste |
| Secrétaire d'État au Développement international                                                   |           | Hilary Benn       | Travailliste |
| Secrétaire d'État pour l'Irlande du Nord Secrétaire d'État pour le Pays de Galles                  |           | Peter Hain        | Travailliste |
| Ministre sans portefeuille                                                                         |           | Hazel Blears      | Travailliste |